# Вострянское
Вострянское — деревня в Воскресенском муниципальном районе Московской области. Входит в состав городского поселения Хорлово. Население — 126 чел. (2010).

## География
Деревня Вострянское расположена в южной части Воскресенского района, примыкает к городу Воскресенску. Высота над уровнем моря 117 м. Рядом с деревней протекает река Медведка. В деревне 2 улицы — Зелёная и Новая.

## История
В 1926 году деревня являлась центром Вострянского сельсовета Колыберовской волости Коломенского уезда Московской губернии.
С 1929 года — населённый пункт в составе Воскресенского района Коломенского округа Московской области, с 1930-го, в связи с упразднением округа, — в составе Воскресенского района Московской области.
До муниципальной реформы 2006 года Вострянское входило в состав Елкинского сельского округа Воскресенского района.

## Население
В 1926 году в деревне проживало 323 человека (156 мужчин, 167 женщин), насчитывалось 85 хозяйств, из которых 84 было крестьянских. По переписи 2002 года — 125 человек (59 мужчин, 66 женщин).
| 1926 | 2002 | 2010 |
| ---- | ---- | ---- |
| 323  | ↘125 | ↗126 |